# Ceratagallia artemisia
Ceratagallia artemisia är en insektsart som beskrevs av Paul W. Oman 1939. Ceratagallia artemisia ingår i släktet Ceratagallia och familjen dvärgstritar. Inga underarter finns listade i Catalogue of Life.